# Kucałowa Przełęcz

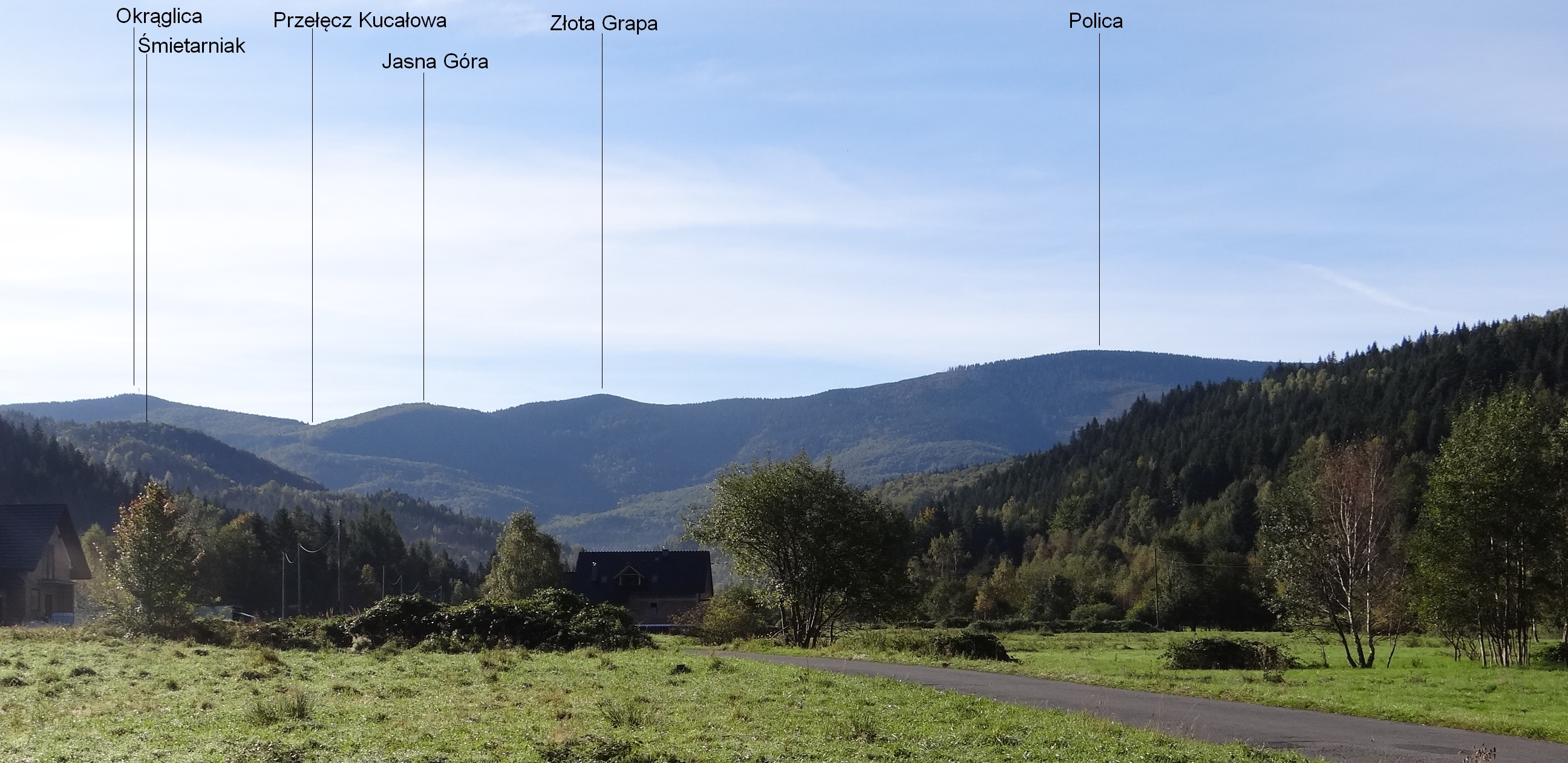
Widok ze Skawicy

Kucałowa Przełęcz (1148 m) – przełęcz w głównym grzbiecie Pasma Policy, które w regionalizacji fizycznogeograficznej Polski według Jerzego Kondrackiego Pasmo Policy należy do Beskidu Żywieckiego, w nowszej regionalizacji z 2018 roku do Beskidu Żywiecko-Orawskiego. Znajduje się pomiędzy Okrąglicą (1239 m) a Kocią Łapą (1182 m). Na niektórych mapach i w niektórych przewodnikach podana jest inna wysokość przełęczy – 1170 m. Północne stoki Kucałowej Przełęczy opadają do doliny Skawicy i spływa z nich jeden ze źródłowych cieków potoku Skawica Sołtysia. Nazwa pochodzi od nazwy Hali Kucałowej, tej zaś od nazwiska Kucała.
Rejon przełęczy jest trawiasty, znajdują się na niej dwie dawne hale pasterskie: na stokach północnych Hala Kucałowa, na południowych hala Sidzińskie Pasionki, czasami obejmowane wspólną nazwą Hala Kucałowa. Ponieważ przełęcz nie jest porośnięta lasem, jest dobrym punktem widokowym.
Błędna jest nazwa „Hala Krupowa” widniejąca na zamontowanych na przełęczy tabliczkach szlaku turystycznego. Właściwa Hala Krupowa znajduje się na południowo-wschodnich, podwierzchołkowych stokach Okrąglicy. Również nazwa schroniska PTTK na Hali Krupowej jest wynikiem pomyłki.
Przez Kocią Łapę biegnie granica między miejscowościami Skawica (stok północny) i Sidzina (stok południowy) – obydwie w województwie małopolskim, powiecie suskim.

## Szlaki turystyczne
Główny Szlak Beskidzki: Polica – Kucałowa Przełęcz – Bystra Podhalańska:
- z Policy 0:25 h (z powrotem 0:35 h)
- z Bystrej 4:05 h (z powr. 3:30 h)

 Zawoja Centrum – Sidzina:
- z Zawoi 3:20 h (z powr. 2:35 h)
- z Sidziny – Dom Dziecka 2:25 h (z powr. 2 h)

 Sidzina – Schronisko na Hali Krupowej:
- z Sidziny – Wielka Polana 1:15 h (z powr. 1 h)

 Juszczyn – Kucałowa Przełęcz:
- z Juszczyna 4:30 h (z powr. 3:35 h)

 Skawica – Kucałowa Przełęcz:

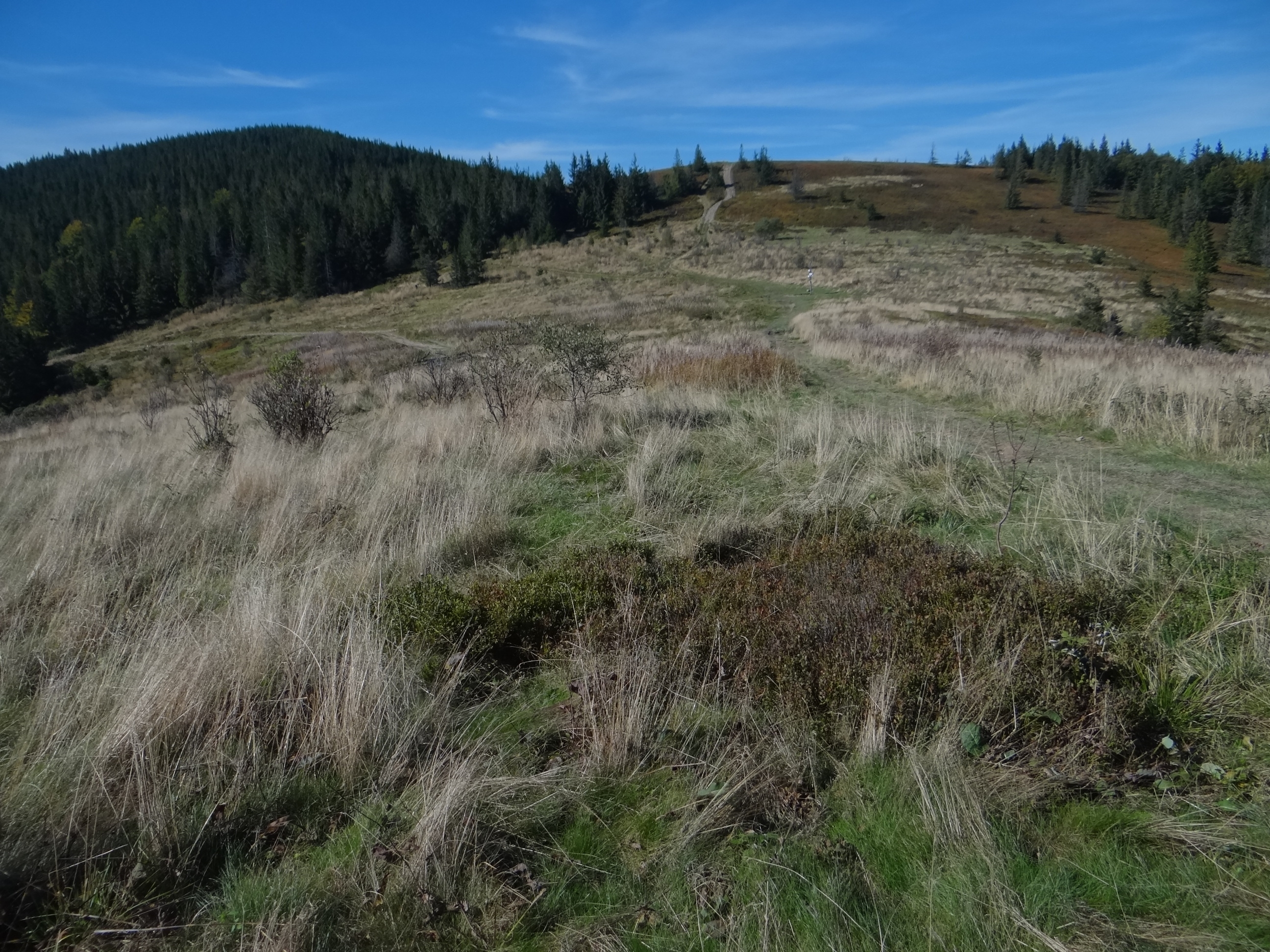
Przełęcz Kucałowa, u góry Złota Grapa i Kocia Łapa

- ze Skawicy 2:25 h (z powr. 1:50 h).